# Xagarakti-Xuriaix
Xagarakti-Xuriaix o Šagarakti-Šuriaš va ser el successor de Kudur-Enlil, del que potser era fill, com a rei cassita de Babilònia, d'Accàdia, del País de la Mar i de Khana. Va regnar a la meitat del segle xiii aC.
A la Llista dels reis de Babilònia, en la versió anomenada A, es diu que era fill de Kudur-Enlil, però cap inscripció contemporània ho confirma. En una carta del rei d'Assíria Tukultininurta I a un rei hitita, probablement Subiluliuma II, molt mal conservada, es llegeix que Xagarakti-Xuriaix no era fill de Kudur-Enlil.
El va succeir el seu fill Kaixtiliaix IV.